# Psilogramma argos
Psilogramma argos là một loài bướm đêm thuộc họ Sphingidae. Loài này có ở Tây Úc, Bắc Úc và phía bắc Queensland.
Con trưởng thành có cánh xám nhạt hẹp và dài, các mác màu đen. Bụng màu xám..
Ấu trùng ăn các loài Gyrocarpus americanus. 